# ボーイフレンドをつくろう
「ボーイフレンドをつくろう」は、1990年6月6日に発売された浅香唯の18枚目のシングル。

## 解説
- 作曲には、久保田利伸のバンドメンバーだった羽田一郎が初めて起用された。
- カップリング「僕らの独立記念日」は浅香本人の作詞で、シングルでは初の起用となった。
- この曲を引っさげて、同年6月24日、クラブチッタ川崎にてライブ『ボーイフレンドをつくろう』を開催した。
- 1991年2月に発売されたベスト・アルバム『Thanks a lot』には、ボーカル新録バージョンが収録されている。
- 浅香のシングルとしては、現時点で最後のオリコントップ10入りを果たした楽曲である。

## 収録曲
- 両楽曲共に、編曲：井上鑑

1. ボーイフレンドをつくろう
作詞：麻生圭子／作曲：羽田一郎
2. 僕らの独立記念日
作詞：浅香唯／作曲：宮手健雄

## 関連作品
- ボーイフレンドをつくろう
  - OPEN YOUR EYES -Nude Songs Vol.2-
  - Thanks a lot - ボーカル新録
  - シングル・コレクション
  - 浅香唯大全集 THE COMPLETE BOX
  - CRYSTALS 〜25th Anniversary Best〜
  - 浅香唯 30周年記念コンプリートBOX

- 僕らの独立記念日
  - OPEN YOUR EYES -Nude Songs Vol.2-
  - 浅香唯大全集 THE COMPLETE BOX
  - 浅香唯 30周年記念コンプリートBOX